# رادي تودوروفيتش
رادي تودوروفيتش هو لاعب كرة قدم صربي في مركز الوسط، ولد في 21 مايو 1974 في كرالييفو في صربيا. لعب مع سلافيا صوفيا ونابريداك كروشيفاتس ونادي أو إف كيه بيوغراد ونادي سوتيسكا نيكشيتش ونادي نورنبرغ.

## وصلات خارجية
- رادي تودوروفيتش على موقع قاعدة بيانات كرة القدم.إي يو (الإنجليزية)
- رادي تودوروفيتش على موقع عالم كرة القدم.نت (الإنجليزية)